# Kompilovaný jazyk
Kompilovaný jazyk je termín označující takový programovací jazyk, pro nějž je potřeba zdrojový kód v něm napsaný nejprve přeložit pomocí překladače do strojového kódu a až poté je možné program spustit (protikladem je jazyk interpretovaný). Termín je poněkud vágní, protože každý jazyk může být implementován jako kompilovaný nebo interpretovaný. Kombinace obou variant je čím dál častější: překladač přeloží kód do meziformy (tzv. bytecode), která je pak předána interpreteru, který ji spustí.
Program přeložený pomocí překladače bývá mnohem rychlejší než program puštěný v interpreteru. Poměr 10:1 není v těchto případech výjimečný. Kombinované řešení je obvykle někde mezi. Nedostatkem
kompilačního přístupu jsou delší editačně-testovací cykly a vnitřní složitost dobré implementace programu.
Implementace založené čistě na kompilačním přístupu jsou typické pro nízkoúrovňové jazyky, protože jsou více „přirozené“ a protože obvykle vyžadují vysokou efektivnost. Nicméně je možné vytvořit překladače i pro tradiční interpretované jazyky.